# Bäckseda kyrka

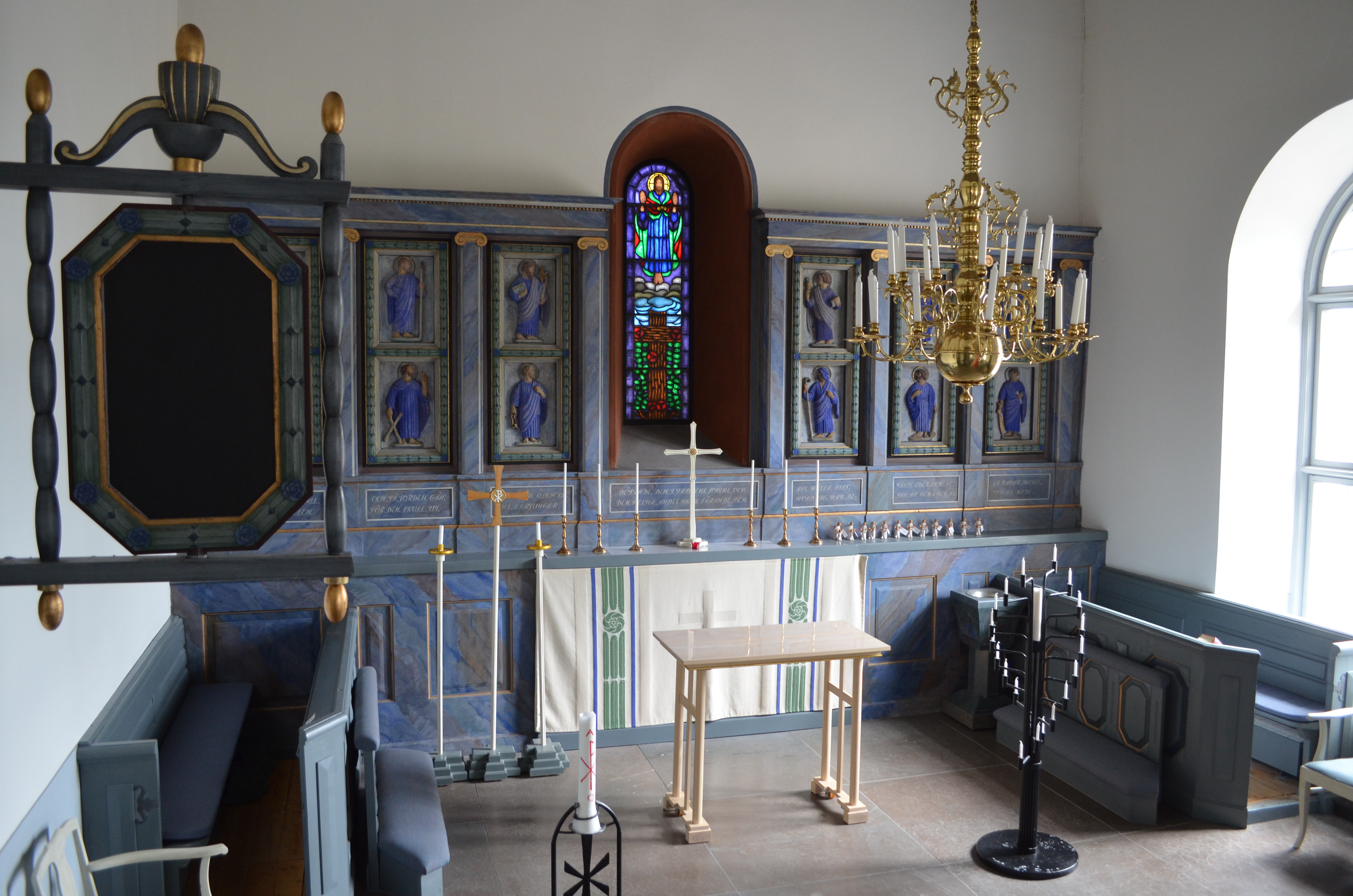

 Bäckseda kyrka är en kyrkobyggnad i Växjö stift. Den är församlingskyrka i Bäckseda församling.

## Kyrkobyggnad
Den gamla medeltida kyrkan från 1200-talet i Bäckseda församling hade en rektangulär plan utan absid. Den var ganska smal endast 6,5 meter bred. Däremot uppgick dess längd till 21 meter. Ingången var försedd med en rikt järnbeslagen dörr. Kyrkan hade flera gånger förändrats, fönstren förstorats, ett vapenhus av trä tillfogats. Taket i kyrkorummet var försett med målningar av  kyrkomålaren Johan Colombus 1707. Delar av ett gotiskt altarskåp med utgjorde altarprydnad. Detta var försett med en omramning i barockstil utförd av Sven Segervall. Dessutom hade kyrkan en rikt skulpterad predikstol från 1653. 1915 utbröt en brand som förstörde den medeltida kyrkan. Även klockstapel blev lågornas rov. 
Den nuvarande kyrkan byggdes 1917-1918 upp på de kvarvarande murarna. Arkitekt var Otar Hökerberg vid Överintendentsämbetet. Denne hade intentionen att bevara kyrkans tidigare formgivning. Istället för klockstapel uppfördes ett torn i väster med en kraftig huv beklädd  med koppar och krönt med ett kors.

## Inventarier
- Korfönster som dekorerats av A.P. Ringström.
- Altaruppsats  med de tolv apostlarna utförd 1918 av Tore Strindberg, Stockholm.
- Dopfunt av trä, 1935.
- Predikstol med ljudtak är även denna ett verk av Tore Strindberg.
- Offerkista från 1600-talet.
- Golvur daterat till 1740.

## Orgel
- 1868/1870 bygger Carl Johannes Carlsson, Virestad en orgel med 6 stämmor. Orgeln brinner ner i kyrkans brand.
- Den nuvarande kyrkans orgel är byggd 1918 av E A Setterquist & Son, Örebro. Orgeln är mekanisk med pneumatiska lådor. Orgeln omändrades 1960 av Olof Hammarberg, Göteborg.

| Huvudverk I         | Svällverk II      | Pedal      | Koppel |
| Principal 8´        | Rörflöjt 8´       | Subbas 16´ | I/P    |
| Flüte harmonique 8´ | Hålflöjt 4´       | Gedakt 8´  | II/P   |
| Oktava 4´           | Principal 2´      | Oktava 4´  | II/I   |
| Täckflöjt 4´        | Scharf 2 chor     |            |        |
| Svegel 2'           | Crescendosvällare |            |        |
| Mixtur 3 chor       |                   |            |        |